# Kiko de la Rica
Kiko de la Rica, AEC, (Bilbao, País Basc, Espanya, 6 d'abril de 1965) és un director de fotografia cinematogràfic espanyol. Guanyador del Goya a la millor fotografia el 2013 per Blancaneu.

## Biografia
Va realitzar els seus estudis superiors relacionats amb la fotografia, que després de finalitzar-los des de molt jove va començar a treballar, introduint-se en el món audiovisual a la fi de la dècada dels anys 80, on es va iniciar en la realització d'espots publicitaris, televisió i curtmetratges.
L'any 1994, va debutar professionalment com a director de fotografia per primera vegada en un llargmetratge dirigit per Daniel Calparsoro, anomenat Salto al vacío.
Seguidament va seguir fent pel·lícules com Sólo se muere dos veces, Pecata minuta, La comunidad amb la qual va ser nominat als Premis Goya en la categoria de millor fotografia, fins que l'any 2000 va realitzar la pel·lícula Lucía y el sexo dirigida per Julio Medem, que va destacar en el panorama cinematogràfic nacional degut ha que a part de ser bastanta premiada va ser la primera pel·lícula rodada en Espanya en el format digital de Alta definició- HD i a més també li va portar com nominat als Goya.
Posteriorment ha realitzat nombroses pel·lícules entre les quals destaquen Torremolinos 73 de Pablo Berger, Días de fútbol de David Serrano de la Peña, El Calentito de Chus Gutiérrez, Mataharis de Icíar Bollaín, The Oxford Murders d'Álex de la Iglesia protagonitzada per actors de reconeixement internacional com John Hurt, Elijah Wood, etc... 14, Fabian Road de Jaime de Armiñán i Nacidas para sufrir de Miguel Albaladejo.
Després seguidament des del 2010, les pel·lícules més recents que ha fet són del director Álex de la Iglesia: Balada triste de trompeta nominat als Goya, La chispa de la vida, menys el 2012 que treballà a Blancaneu de Pablo Berger que finalment el va fer guanyador del Goya a la millor fotografia als XXVII Premis Goya, després el 2013 va tornar a treballar amb Álex de la Iglesia a Las brujas de Zugarramurdi per la que fou nomenat novament als Goya.

## Filmografia
- Salto al vacío (1994), de Daniel Calparsoro
- Adiós Toby, adiós (1995), d'Antonio Mercero
- Sólo se muere dos veces (1997), d'Esteban Ibarretxe
- Muerto de amor (1997), de Ramón Barea i José María Lara
- Marisma (1997), de Modesto González
- Entre todas las mujeres (1998), de Juan Ortuoste
- Pecata minuta (1999), de Ramón Barea
- Ordinary Americans: Americanos cotidianos (1999), de Juanma Bajo Ulloa
- Carretera y manta (2000), d'Alfonso Arandia
- La comunidad (2000), d'Álex de la Iglesia
- Sabotage!! (2000), d'Esteban Ibarretxe i José Miguel Ibarretxe
- Lucía y el sexo (2001), de Julio Medem
- Marujas asesinas (2001), de Javier Rebollo
- Torremolinos 73 (2003), de Pablo Berger
- Descongélate (2003), de Dunia Ayaso i Félix Sabroso
- Días de fútbol (2003), de David Serrano de la Peña
- Lo mejor que le puede pasar a un cruasán (2003), de Paco Mir
- Torapia (2004), de Karra Elejalde
- El Calentito (2005), de Chus Gutiérrez
- Días de cine (2007), de David Serrano de la Peña
- Arritmia (2007), de Vicente Peñarrocha
- Mataharis (2007), de Icíar Bollaín
- The Oxford Murders (2008), d'Álex de la Iglesia
- 14, Fabian Road (2008), de Jaime de Armiñán
- Retorno a Hansala (2008), de Chus Gutiérrez
- Nacidas para sufrir (2009), de Miguel Albaladejo
- Parenthesis (2009), de José Luis García Pérez
- Balada triste de trompeta (2010), d'Álex de la Iglesia
- La chispa de la vida (2011), d'Álex de la Iglesia
- Blancaneu (Blancanieves)[7] (2012), de Pablo Berger
- Las brujas de Zugarramurdi (2013), d'Álex de la Iglesia
- La vida inesperada (2013), de Jorge Torregrossa
- Words with Gods (2014), de Guillermo Arriaga Jordán
- Kiki, el amor se hace (2015), de Paco León
- Abracadabra (2017), de Pablo Berger

## Premis i nominacions
Premis Goya
| Any  | Categoria         | Treball                    | Resultat  |
| ---- | ----------------- | -------------------------- | --------- |
| 2001 | Millor fotografia | La comunidad               | Nominat   |
| 2002 | Millor fotografia | Lucía y el sexo            | Nominat   |
| 2011 | Millor fotografia | Balada triste de trompeta  | Nominat   |
| 2013 | Millor fotografia | Blancaneu                  | Guanyador |
| 2014 | Millor fotografia | Las brujas de Zugarramurdi | Nominat   |